# Akademisk Aktion
Akademisk Aktion (forkortet A.A.) var et dansk nazistiske studenterblad udgivet i perioden oktober 1940 til marts 1945, en periode mellem 1943-44 blev bladet ikke udgivet. Bladet var tilknyttet DNSAP’s studenterfraktion og National Studenter-Aktion.